# Inwood (Virginia Occidental)
Inwood es un lugar designado por el censo ubicado en el condado de Berkeley en el estado estadounidense de Virginia Occidental. En el Censo de 2010 tenía una población de 2954 habitantes y una densidad poblacional de 399.63 personas por km².

## Geografía
Inwood se encuentra ubicado en las coordenadas 39°21′14″N 78°3′19″O / 39.35389, -78.05528. Según la Oficina del Censo de los Estados Unidos, Inwood tiene una superficie total de 7.39 km², de la cual 7.39 km² corresponden a tierra firme y (0 %) 0 km² es agua.

## Demografía
Según el censo de 2010, había 2954 personas residiendo en Inwood. La densidad de población era de 399.63 hab./km². De los 2954 habitantes, Inwood estaba compuesto por el 88.46 % blancos, el 5.31 % eran afroamericanos, el 0.3 % eran amerindios, el 1.39 % eran asiáticos, el 0 % eran isleños del Pacífico, el 1.73 % eran de otras razas y el 2.81 % pertenecían a dos o más razas. Del total de la población el 3.45 % eran hispanos o latinos de cualquier raza.